# Éducation et développement
Éducation et développement était une revue mensuelle française fondée en 1964 par Louis Raillon et Roger Cousinet.
Elle traitait de questions relatives à l'enseignement, l'éducation et la formation particulièrement dans le domaine de l'éducation nouvelle. Elle a paru jusqu'en 1980. 